# 劳保特别贸易经济区

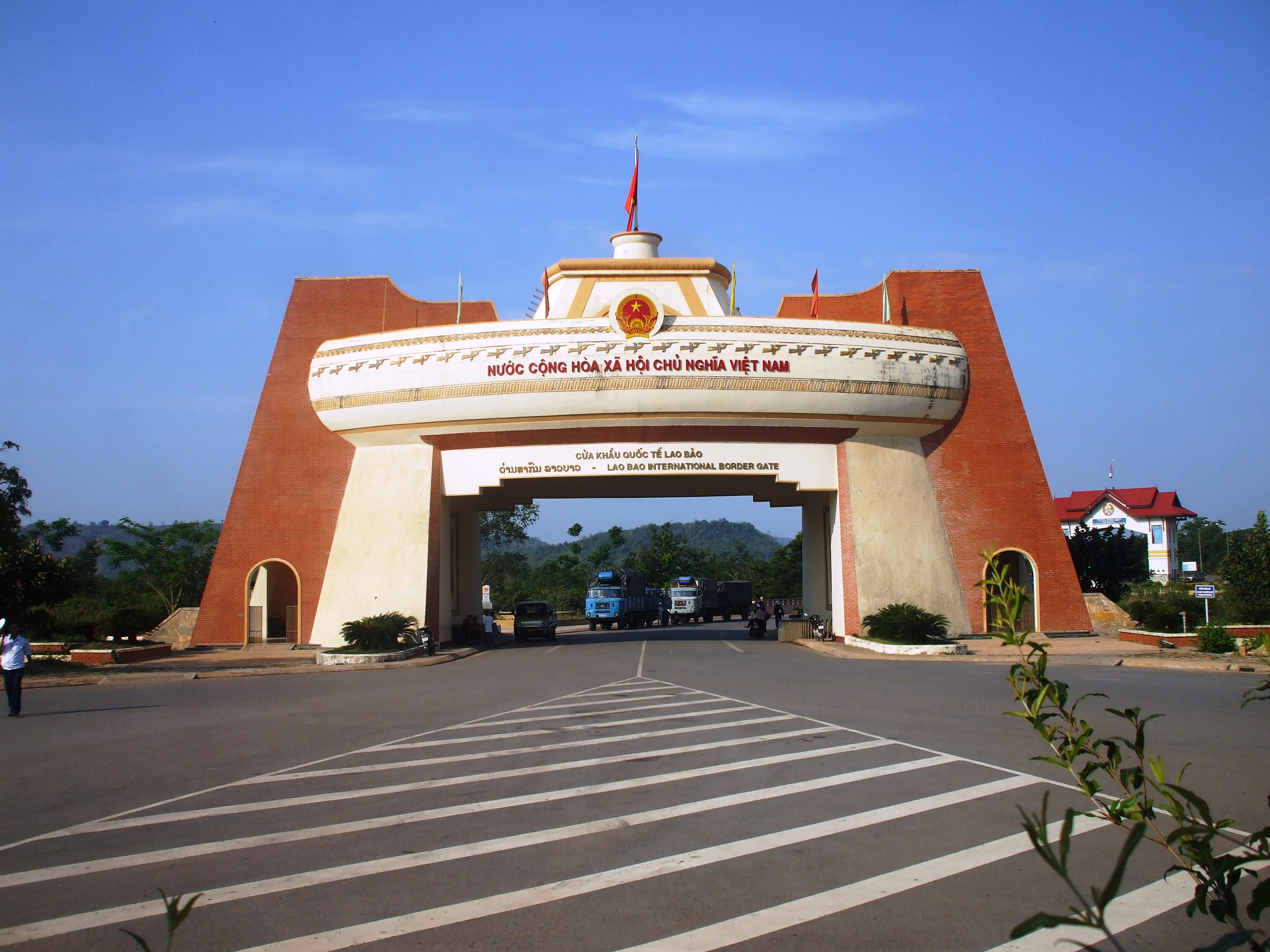
牢堡口岸

牢堡特别贸易经济区（越南语：／）是位于越南广治省向化县牢堡市镇的一个边界口岸经济区。该口岸位于国道9号线上，与老挝的丹沙湾（Den Savanh）口岸边境贸易区对接。这两个经济贸易区是东西经济走廊的重要节点。

## 歷史
在亞洲開發銀行倡议下，中华人民共和國、越南、柬埔寨、老撾、泰國及緬甸共同发起大湄公河次區域經濟合作機制，並相繼加入了機制下的《便利货物及人员跨境运输协定》。其中，根據《大湄公河次區域便利货物及人员跨境运输协定》第4(b)條，越南牢堡市镇－老撾丹沙湾国际口岸實行一站式检查，所有出入境的人员在一个窗口接受越老双方联合检查。